# Šurianky
Šurianky jsou obec na Slovensku. Leží v okrese Nitra v Nitranském kraji. Žije v nich 572 obyvatel. Ve vsi se nachází chráněný areál Šurianský park.